# Флаг Горелова
Флаг внутригородского муниципального образования муниципальный округ Горелово в Красносельском районе города Санкт-Петербурга Российской Федерации — опознавательно-правовой знак, служащий официальным символом муниципального образования и знаком единства его населения.
Флаг утверждён 21 мая 2008 года как флаг муниципального округа № 42 (13 июня 2008 года переименован в муниципальный округ Горелово) и внесён в Государственный геральдический регистр Российской Федерации с присвоением регистрационного номера 4032.

## Описание
«Флаг муниципального образования муниципальный округ № 42 представляет собой прямоугольное полотнище с отношением ширины флага к длине — 2:3, воспроизводящее композицию герба муниципального образования муниципальный округ № 42 в чёрном, жёлтом и красном цветах».
Геральдическое описание герба гласит: «В чёрном поле с золотыми боковиками три золотых леопарда (идущих и обернувшихся прямо льва) с червлёными (красными) вооружениями, один под другим».

## Символика
Флаг составлен на основании герба муниципального образования муниципальный округ № 42, в соответствии с традициями и правилами вексиллологии и отражает исторические, культурные, социально-экономические, национальные и иные местные традиции.
Три золотых геральдических леопарда символизируют три населённых пункта муниципального округа — Горелово, Старо-Паново и Торики.
Золотые львы, шествующие и обернувшиеся прямо (геральдические леопарды) — символизируют силу, мужество, храбрость, отвагу. Ныне в Горелово расположены оборонные учреждения — Высшее военное училище ПВО и ВНИИ транспортного машиностроения. С конца XVIII веке в районе Торики—Горелово существовало артиллерийское учебное поле и стрельбище, на котором летом проходили занятия войск, расквартированных в Красносельских лагерях. В 1933-37 годах был построен жилой военный городок. На территории муниципального округа расположено Военное училище радиоэлектроники ПВО.
В геральдике слово «леопард» блазонируется (описывается) как идущий лев с головой, повёрнутой анфас, если это фигура в гербовом щите, и восстающий (то есть на задних лапах) лев с головой, повёрнутый анфас (то есть геральдически прямо), если это щитодержатель.
Жёлтый цвет (золото) — символ божественного сияния, благодати, прочности, величия, солнечного света, урожая. Символизирует также могущество, силу, постоянство, знатность, справедливость, верность.
Жёлтый цвет на флаге — символ золотых полей, означает сельскохозяйственное производство совхоза «Предпортовый».
Чёрный цвет — символ благоразумия, мудрости, скромности, честности, древности и вечности бытия. Одновременно олицетворение названия — посёлок Горелово и сельского хозяйства (цвет вспаханной земли).
Чёрный цвет на флаге символизирует Таллинского шоссе.
Чёрный цвет — это и легендарная версия объяснения топонима Горелово — в начале XVIII века при строительстве мостовых тогда нового города Санкт-Петербурга в районе современного Горелово заготавливали брёвна для строительства городских мостовых. Здесь пылали костры, в которых сжигали оставшиеся после вырубки ветви деревьев.